# Melynda Price
A Dra. Melynda J. Price é Professora de Direito Robert E. Harding Jr. e Directora do Programa de Estudos Afro-americanos e Estudos Africana na Faculdade de Artes e Ciências da Universidade de Kentucky. A sua pesquisa concentra-se em raça, género e cidadania, a política de punição e o papel da lei na política de raça e etnia nos Estados Unidos e na fronteira com os EUA.
Em 2008, a Fundação Ford concedeu-lhe uma bolsa de pós-doutorado em diversidade. Ela escreve para o New York Times.